# Grotte Fovu
La grotte de Fovu désigne un ensemble de cavités naturelles et un site sacré de purification, lavages et pratiques mystiques à Baham, en pays Bamiléké, au Cameroun dans la région de l'Ouest.
C'est le lieu où la lignée royale communique avec les esprits.
Vaste domaine de rochers, végétations boisées et cours d’eau souterrains, les populations aussi y font des rituels et sacrifices.

## Géographie
Les imposantes masses grisâtres de granite, en forme de patates, vont jusqu'à 15 mètres de haut. Parsemées dans la végétation, le vaste champ de rochers granitiques s'étend sur environ 15 hectares et offre des abris naturels propices aux différentes pratiques rituelles.
La cathédrale, le plus gros rocher, semble posé dans le vide, sans piliers de suspension. Elle atteint 40 m de long, 20 m de large, 15 m de haut et couvre une surface de 100-150 m2 pouvant accueillir des dizaines de personnes. 
L’équilibre semble impossible sous cette pierre déposée par les dieux.

## Notoriété
Le club de football local, le Fovu de Baham, tire son nom de ce site. 
Les grottes de Fovu sont une attraction à Baham pour des milliers de pèlerins, des MKamsi (voyants), animistes et  membres d'églises, etc.